# Bérénice (fusée)
Pour les articles homonymes, voir Bérénice.

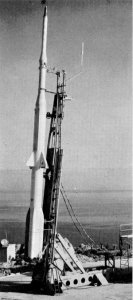
Fusée Bérénice sur son pas de tir

Bérénice est une fusée française des années 1960, utilisée dans le cadre de l’élaboration du programme nucléaire militaire français.
La fusée Bérénice, élaborée par l'ONERA, faisait partie d'un programme d'essais destiné à la force de dissuasion française. Son principal objectif consistait à résoudre les problèmes d'échauffement cinétique lors de la rentrée dans l'atmosphère des têtes de missiles balistiques.
Configurée en version quadriétage, la Bérénice consumait ses deux premiers étages en trajectoire montante. À la fin de cette phase, le composite restant basculait et, placés dans un profil de vol inversé, les deux derniers éléments propulsifs accéléraient la partie haute pour l'amener dans la zone d'expérimentation.
En nominal, le recueil des données durait généralement une vingtaine de secondes. Le processus débutait vers les 20 km d'altitude, instant où la tête pénétrait l'atmosphère dense à la vitesse de Mach 12.

## Caractéristiques
- Nombre de mises à feu : 12 étalées entre 1962 et 1966
- Propulsion : solide (poudre) pour les quatre étages
- Hauteur : 12,25 m
- Diamètre maximal : 95 cm
- Masse au lancement : 3,385 tonnes
- Apogée : 270 km[1]